# EWE TEL
Die EWE TEL GmbH ist ein Telekommunikationsdienstleister und hundertprozentiges Tochterunternehmen der EWE AG mit Sitz in Oldenburg.
Das Unternehmen beschäftigte 2020 etwa 1.900 Mitarbeiter und erwirtschaftete einen Jahresumsatz in Höhe von 530 Millionen Euro. Es ist in den Regionen Niedersachsen, Bremen, Bremerhaven, Brandenburg, Osnabrück sowie Ostwestfalen-Lippe tätig.
Mit rund 700.000 Kunden im Jahr 2015, davon über 46.000 Geschäftskunden, in 515 erschlossenen DSL-fähigen Ortsnetzen ist EWE TEL ein Wettbewerber der Deutschen Telekom. EWE TEL bietet Telefonie-, Internetdienstleistungen, TV und Mobilfunk im Privatkunden- und Geschäftskundensegment an. Speziell für Geschäftskunden werden zudem individuelle Lösungen und Rechenzentrum-Dienstleistungen angeboten.
EWE TEL ist einer der größten Arbeitgeber in der Ems-Weser-Elbe-Region. Im Osnabrücker Land verwendet EWE TEL auch andere Marken, wie osnatel für den regionalen Vertrieb der Produkte.

## Geschichte

Altes Logo der EWE TEL, bis Mai 2011

Am 17. September 1996 wurde EWE TEL als hundertprozentiges Tochterunternehmen der Muttergesellschaft EWE AG gegründet. Zielsetzung ist die Vermarktung und der Vertrieb von Telekommunikationsdienstleistungen im Ems-Weser-Elbe-Gebiet. Die Idee dahinter beruhte auf dem eigenen Telekommunikationsnetz der EWE AG, das seit mehr als fünfzig Jahren für die innerbetriebliche Kommunikation verwendet worden ist.
Zur Freigabe des Telekommunikationsmarktes am 1. Januar 1998 trat EWE TEL als Verbindungsnetzbetreiber (Call by Call und Preselection) auf. Entgegen der damaligen Tendenz des Marktes („Wer gräbt, verliert“) bauten EWE und EWE TEL die eigene Telekommunikationsinfrastruktur weiter aus. Im Jahr 2001 erwarb die EWE AG 75 % der Anteile an der Bremer nordCom GmbH sowie 100 % der Anteile an der 1996 in Wilhelmshaven gegründeten WICOM GmbH. Gleichzeitig begann die Vermarktung von ADSL-Produkten für Privatkunden.
Im Februar 2002 begrüßte das Unternehmen den 100.000 Kunden. Im selben Jahr erwarb die EWE AG hundert Prozent der Anteile an der „BREKOM GmbH“ sowie 75 % der „osnatel GmbH“. Am 1. November 2004 startete EWE TEL eine direkte Kooperation mit dem Mobilfunknetzbetreiber Vodafone. Seit dem 31. Dezember 2006 betreut EWE TEL mehr als 300.000 Bestandskunden.
Am 26. August 2008 fusionierten EWE TEL und die „Teleos GmbH & Co. KG“ mit Sitz in Herford zu einem Unternehmen. Rückwirkend zum 1. Januar 2008 wurden die beiden regionalen Telekommunikationsunternehmen zusammengeführt und firmieren seither als „EWE TEL GmbH“. Teleos wurde als Marke der EWE TEL GmbH zunächst fortgeführt.
Seit dem 1. Juni 2011 werden die Leistungen im Raum Ostwestfalen-Lippe unter der Marke EWE angeboten.
Ebenfalls 2008 erwarb EWE TEL die Mehrheit an der „Martens Gesellschaft für Antennen und Kabelanlagen mbH“, einem regionalen Kabelnetzbetreiber in Hamburg und Umgebung mit eigenem Glasfasernetz. Martens wurde im Juni 2011 an die ACN Telekabel Holding GmbH verkauft.
Die osnatel GmbH gehört seit Januar 2009 zu 100 % EWE TEL und wurde im Juni 2009 rückwirkend zum Januar 2009 mit der EWE TEL GmbH verschmolzen.
Im September 2015 wurde die Business Communication Company aus Braunschweig mit der EWE TEL GmbH verschmolzen.

## Geschäftsfelder
Die EWE TEL GmbH bietet im Privatkunden- und Geschäftskundensektor Telekommunikationsprodukte und Mehrwertdienste an. Dazu zählen unter anderem
- Festnetztelefonie (auf Basis eigener und gemieteter Anschlüsse)
- Internetverbindung über (DSL), Glasfasernetze und Kabelanschluss
- Mobilfunk (als Service Provider von Vodafone)
- Kabelprodukte (Kabelfernsehen in ausgewählten Regionen)
- Standleitungen und Carrierprodukte
- Hochverfügbarkeitslösungen
- Sicherheitslösungen
- Serverhousing und Rechenzentrumsdienste
- Internetfernsehen, Online-TV, IPTV
- TK-Anlagen
- Managed Services

## Netz
EWE TEL verfügte Stand 2021 über mehr als 10.000 Kilometer Kupferkabel sowie knapp 40.000 Kilometer Lichtwellenleiterkabel der EWE NETZ GmbH. EWE TEL war einer der ersten Anbieter in Deutschland, der mit NGN (Next Generation Network) ausschließlich auf Internetverbindungen gestützte Anschlüsse in Betrieb genommen hat.

## Marken der EWE TEL

### swb
(Bundesland Bremen)
Im September 1854 wurde das erste Bremer Gaswerk gegründet und im Jahr 1939 unter dem Namen Städtische Werke mit anderen stadtbremischen Versorgungseinrichtungen, wie Wasser- und Elektrizitätswerken, zusammengefasst. Am 23. August 1941 wurden diese dann unter dem Namen Stadtwerke Bremen AG neu gegründet. Nach der Übernahme der Stadtwerke Bremerhaven AG im Jahr 1998 wurde die Firma 1999 in swb AG umbenannt und privatisiert. Nach und nach erwarb die EWE AG bis Oktober 2009 alle Aktien bis auf eine, die in öffentlicher Hand blieb. Seit Juni 2011 wird EWE TEL in den Städten Bremen und Bremerhaven durch die Marke swb vertreten. Die bisherige Marke Nordcom wurde hierfür aufgelöst. In beiden Städten werden ca. 65.000 Kunden (Stand 2010) durch rund 100 Mitarbeiter im Bereich der Telekommunikationsdienstleistungen betreut.

### Osnatel
(Großraum Osnabrück und Kreis Steinfurt)
Osnatel wurde im Jahr 1997 von den Stadtwerken Osnabrück als Osnet GmbH gegründet. Im Januar 1999 wurde der Name in osnatel GmbH geändert. Im Jahr 2002 erwarb die EWE AG 74,95 % der Gesellschaftsanteile. Im Jahr 2009 hatte Osnatel über 110.000 Kunden in 66 erschlossenen Ortsnetzen im Großraum Osnabrück und im Kreis Steinfurt und machte im Geschäftsjahr 2008 einen Umsatz von 64,4 Mio. EUR. Im Juni 2009 schließlich verschmolz die Osnatel GmbH rückwirkend zum 1. Januar 2009 mit der EWE TEL GmbH und wird seitdem als Marke geführt.

### Teleos
(Region Ostwestfalen-Lippe)
Die Teleos GmbH & Co. KG war ebenfalls zu 100 % im Besitz der EWE TEL GmbH und erbringt Telekommunikationsdienstleistungen in Ostwestfalen, Schaumburg, Lippe, Paderborn und Höxter. Seit Juni 2011 werden die Produkte der Teleos GmbH ebenfalls unter der Marke EWE angeboten.

## Unternehmensgruppe (EWE Telekommunikationsgruppe)

### EWE TEL GmbH, sowie ihre Beteiligungen

#### TELTA
Die TELTA Citynetz GmbH mit Hauptsitz in Eberswalde wurde 1997 gegründet und bietet in Eberswalde sowie im Versorgungsgebiet der EWE in Brandenburg TV, Telefonie, Internet- und Rechenzentrumsdienstleistungen für Privat- und Geschäftskunden an. Im März 2008 wurden 100 % der Geschäftsanteile von EWE TEL erworben.

#### BREKOM
Seit dem 1. Januar 2002 ist die Bremer Kommunikationstechnik GmbH (BREKOM) eine 100-prozentige Tochtergesellschaft der EWE AG. Zur Bündelung der Telekommunikationsaktivitäten wurden im August 2008 die Anteile auf die EWE TEL umgeschrieben. Seit dem 15. Januar 2012 firmiert das Unternehmen als BREKOM GmbH.

#### nordcom Niedersachsen (ncN)
Gegründet 2009 als Partner Niedersachsens für das neue Landeskommunikationsnetz TK2010 mit Sitz in Oldenburg steuert den Auftrag des Landes Niedersachsen zur Bereitstellung der Sprach- und Datenkommunikation der gesamten Landesverwaltung. In dem unter der Bezeichnung TK2010 geführten Projekt führt die ncN die beiden bisher getrennten Netze des Landes für Daten und Sprache zu einem konvergenten Netz auf Basis des Internet-Protokolls (IP) zusammen. Dabei wird es für alle Dienststellen einer Landesverwaltung – inklusive Polizei, Finanz- und Justizverwaltung – ein einheitliches Kommunikationsnetz geben.

### Beteiligung der EWE AG

#### htp GmbH
Ab 1996 vermarkteten die Stadtwerke Hannover AG das eigene Telekommunikationsnetz zur Steuerung ihrer Anlagen über eine eigens gegründete Gesellschaft. Die htp GmbH ist ein im Raum Hannover, Hildesheim, Braunschweig, Peine, Wolfenbüttel und Hameln-Pyrmont etabliertes Telekommunikationsunternehmen mit rund 122.000 Privat- und Geschäftskunden (Stand: 2024). Enercity hält 50 Prozent der Anteile an htp, die anderen 50 Prozent werden von der EWE AG gehalten.